# Za horyzontem
Za horyzontem (Far and Away) – amerykański film z 1992 roku w reżyserii Rona Howarda przedstawiający losy podróży dwojga irlandzkich imigrantów do wymarzonej przez nich Ameryki.

## Opis fabuły
Joseph Donnelly (Tom Cruise) pragnie się zemścić na Lordzie Danielu Christie (Robert Prosky), którego obwinia o śmierć ojca i utratę ziemi. Pragnąc go zabić, zakrada się do jego majątku i ukrywa się w stodole, czekając na właściwy moment do wymierzenia zemsty. Jego zamiary krzyżuje niespodziewanie córka lorda, piękna Shannon Christie (Nicole Kidman), która rani go w nogę. Na dodatek zostaje wyzwany na pojedynek przez jej narzeczonego. Z opresji ratuje go Shannon, która ma dość życia na prowincji w Irlandii i chce posmakować życia w Ameryce. Razem wyruszają w podróż na drugi kontynent.